# Scarecrows
Scarecrows è un film del 1988 diretto da William Wesley.

## Trama
Cinque criminali di guerra, Corbin, Curry, Jack, Roxanne e Bert, rubano tre milioni di dollari da Camp Pendleton e prendono due ostaggi: Al, un pilota, e la figlia Kellie insieme al cane Dax. Mentre volano verso il Messico, Bert prende il bottino e si lancia con un paracadute in un campo buio. Corbin e Jack decidono quindi di seguirlo gettandosi dietro di lui. 
All’atterraggio, Bert resta incastrato col paracadute in un albero e, una volta districatosi, scopre uno spaventapasseri accanto a delle tombe, notando poi in lontananza quella che sembra essere una fattoria abbandonata. Arrivato ad essa, Bert decide di scappare con un furgone parcheggiato lì vicino, guidando per una strada desolata e recuperando il bottino. Mentre gli altri cercano di individuarlo dall’aereo, il furgone ha un guasto improvviso: cercando di capire cosa sia successo, Bert scopre che il furgone non possiede un motore. Cerca quindi di scappare a piedi ma si ritrova in un boschetto pieno di spaventapasseri e viene pugnalato da uno di essi che prende misteriosamente vita. 
Dopo essere atterrati con l’aereo, Curry, Roxanne e Kellie arrivano alla fattoria e trovano al suo interno Corbin e Jack. Dal tetto della fattoria Curry individua la refurtiva accanto a tre croci in lontananza: non nota tuttavia gli spaventapasseri, misteriosamente scomparsi. Mentre Jack, Corbin e Curry si avventurano per riprendere il bottino, Roxanne resta alla fattoria con Kellie. I tre riescono a individuare il furgone con cui Bert era scappato e al posto del guidatore trovano uno spaventapasseri. Poco lontano dal furgone trovano anche la borsa del paracadute di Bert appesa all’albero e, tentando di aprirla, la trovano piena di sangue. 
Tornati alla fattoria, i tre vengono affrontati da Bert: Curry inizia quindi a prenderlo a pugni ma nel mezzo della lotta realizza che l’addome di Bert è stato eviscerato e, al posto degli organi, è pieno di banconote, nonostante sembri ancora vivo. Curry e Roxanne provano a sparare a Bert più volte ma i proiettili si rivelano inefficaci. Alla fine Corbin lo decapita, uccidendolo apparentemente. 
Nella mischia, Kellie scappa nel campo di grano e trova il corpo del padre, Al, eviscerato ed appeso al palo di uno spaventapasseri con del filo spinato. Corbin la ritrova e la riporta alla fattoria, dove Jack e Roxanne stanno estraendo i dollari dal corpo esanime di Bert. Corbin li avvisa che Al è morto e Kellie schiaffeggia Roxanne, urlando che è tutta colpa loro se suo padre è morto. 
Jack intanto nota che alcune banconote sono volate verso il campo di grano, per cui il gruppo le rincorre cercando di recuperare quanti più soldi possibili. Finito in una parte remota del campo, Jack viene ucciso da uno spaventapasseri che lo smembra con una sega a mano per poi pugnalarlo in faccia. Nel mentre, Curry si è messo alla ricerca di Jack, e nel farlo, trova tre spaventapasseri nel campo che però spariscono. Curry si convince quindi che gli spaventapasseri siano posseduti dagli spiriti dei tre fattori morti - Jakob, Benjamin e Norman - le cui foto sono appese all’interno della fattoria. Roxanne, Corbin e Kellie decidono di scappare ma Curry non vuole partire lasciando Jack indietro. I tre si separano nel campo e, mentre tenta di recuperare quante più banconote possibili, Roxanne viene uccisa da uno spaventapasseri.
Nel mentre, Corbin spara a uno spaventapasseri che stava per attaccare Kellie e i due scappano verso l’aereo. Corbin viene ferito a una gamba mentre cerca di strisciare sotto una staccionata ma Kellie spara ai due spaventapasseri prima che lo possano uccidere. 
Tornato alla fattoria, Curry trova il cadavere di Bert rianimato e viene successivamente affrontato da un Jack completamente sfigurato  che lo pugnala a morte. Nel mentre Kellie vola via dal campo assieme a Corbin e al cane Dax. Una volta in volo Corbin viene pugnalato dal cadavere di Al, che era riuscito a salire sull’aereo. Al attacca quindi Kellie, pugnalandola al polso, tuttavia Corbin, non ancora morto, inizia a lottare con Al e fa esplodere una granata, uccidendo entrambi. 
La scena cambia e la narrazione passa in terza persona e viene fatta da un notiziario mattutino che racconta che l’aereo viene trovato atterrato accanto a San Diego, con il cane di Kellie, Dax, che si nutre dei due cadaveri e che viene poi tranquillizzato dalla squadra SWAT dopo aver cercato di attaccarli. Nel mentre, Kellie viene ritrovata in stato di shock nella cabina di guida. 